# 샤코탄반도 해역 지진
샤코탄반도 해역 지진(일본어: 積丹半島沖地震 샤코탄한토오키지신[*]), 일명 가무이곶 해역 지진(일본어: 神威岬沖地震 가무이미사키오키지신[*])은 1940년 8월 2일 0시 8분(현지 시각)에 일본 홋카이도 샤코탄반도 동해 해역에서 발생한 규모 M7.5(모멘트 규모 Mw7.4~7.6)의 지진이다. 이 지진이 발생한 후 인근에서 1943년 샤코탄반도 북서쪽 해역 지진(M6.1), 1947년 루모이 서쪽 해역 지진(M6.7) 등이 연달아 일어났다. 또한 남쪽에서는 1993년 홋카이도 남서쪽 해역 지진도 발생했다.
지진의 흔들림 피해는 경미해 지진 자체보다는 쓰나미로 인한 피해가 많았으며, 대한민국 울릉도에서는 최대 2 m, 러시아의 카멘카 지역에는 최대 5 m의 쓰나미를 관측했다.

## 지질학적 환경
일본은 태평양판, 필리핀해판, 오호츠크판, 아무르판 사이의 수렴 경계 위에 있다. 열도 동쪽과 동남쪽 해안을 따라 각각 태평양판과 필리핀해판이 섭입하고 있으며 그 경계는 일본 해구와 난카이 해곡이다.
일본 서해안에 있는 동해는 마이오세 초기 열개와 주향이동단층형 지각의 이동으로 형성된 배호분지다. 플라이오세 말기에는 지각이 동서 압축을 받으면서 동해 동쪽 가장자리에 습곡 및 충상단층대가 형성되었다. 아무르판과 오호츠크판 사이에 있는 이 지각 지형은 베니오프대가 보이지 않기 때문에 이제 막 동쪽으로 섭입해 들어가는 충상단층으로 구성된 초기 섭입대로 추정된다. 이 초기 섭입대를 동해 동연 변동대라고 부른다.
동해 동연 변동대에서는 열개와 이어진 반전 현상 때문에 경계인 혼슈 서해안을 따라 규모 M6.8~7.9의 지진을 일으킬 수 있는 일련의 여러 단층이 생겨났으며, 이 단층은 많은 경우 지진과 함께 큰 쓰나미도 일으킨다. 동해 동연 변동대에서 발생한 대표적인 지진으로 1741년, 1833년, 1940년, 1964년, 1983년, 1993년의 지진이 있으나 1741년 지진은 화산 활동으로 추정되며 그 발생 여부에 대해 아직 논쟁중이다. 이런 지진은 변동대의 변형이 진행중이며 습곡 및 충상단층대를 따라 많은 힘을 받고 있음을 나타낸다.

## 지진
동해 동연 변동대의 지진대는 혼슈와 홋카이도 서해안에서부터 북쪽으로는 사할린까지 이어진다. 이 단층은 20세기 내내 여러 차례 큰 지진을 일으켰는데 1940년 지진은 1993년 지진보다 보다 북쪽의 일부 단층분절(홋카이도 서쪽 해역) 일부를 파열시켰다. 1940년 지진의 단층면해 분석 결과 남북 주향면에 가까운 거의 순수한 경사단층(역단층)에 해당한다. 지진학자는 1960년대와 1980년대 연구에서 이 지진의 단층 파열 크기를 다양하게 해석했다. 쓰나미 데이터를 사용해 해석한 진원역은 북북서-남남동쪽 주향을 가진 170×70 km 영역으로 그 이동 크기는 100×35 km 영역에 달한다. 이 역단층면은 동해 동연과 거의 평행하며 가파르게 가라앉는 방향이다.
이 지진으로 남북 방향으로 뻗어 있는 4개 단층, 즉 기타오쇼로 단층, 오쇼로 단층, 미나미오쇼로 단층, 가이요 단층이 파열되었다. 2000년대 지진 발생 지역 주변의 해역을 잠수함을 통해 조사한 결과 습곡 및 충상단층대의 배사면이 지진 흔들림의 영향을 받았음이 밝혀졌다. 오쇼로와 미나미오쇼로 배사(배사의 기저에 있는 단층)에서는 최근사이 해저면이 교란된 흔적이 발견되었지만 오쇼로와 미나미오쇼로 단층이 이 당시 파열되었음을 보여주는 심해 퇴적물은 발견되지 않았다. 기타오쇼로 단층은 남쪽 부분만 파열되었으며 단층 파열 범위는 북쪽을 향했을 가능성이 높다. 오쇼로단층과 미나미오쇼로 단층의 미끄러진 폭은 각각 2.2 m, 2.7 m이며 쓰나미를 통한 지진 역분석을 통해 유추했다. 기타오쇼로 단층과 가이요 단층의 미끄러진 폭은 각각 1.6 m, 0.6 m로 추정되었다.
국제지진센터는 이 지진을 모멘트 규모 Mw7.5로, 진원 깊이는 15 km로 계산했다. 일본 기상청은 일본 기상청 규모 기준 지진의 규모를 M7.5라고 발표했다. 본진 이후 매우 작은 규모의 많은 여진이 이어졌다. 여진은 비정상적으로 갑작스럽게 빠른 속도로 감소했다. 여진역의 폭은 약 190 km 길이이다. 본진의 최대진도는 일본 기상청 진도 계급 기준 하보로정, 루모이시, 호로노베정, 이와나이정, 오토베촌에서 진도4를 관측했다.

## 쓰나미
쓰나미는 진원지 근처인 홋카이도에서는 비교적 잠잠했지만 멀리 떨어진 한국과 러시아에서 큰 폭으로 관측되었다. 일본 내의 경우 리시리섬, 도마마에정의 항구에서 최대 3 m, 데시오정과 하보로정에서 2 m로 홋카이도 대부분에서 2 m 이하를 관측했으며 교토부 해안에서도 1 m를 관측했다. 이와나이정의 경우 최대 1.7 m의 쓰나미를 관측했다.
대한민국 해안에서는 울릉도에서 최대 2 m의 쓰나미를 관측했고, 묵호항 1.2 m, 북한의 나진에서는 0.5 m의 쓰나미를 관측했다. 또한 삼척 지역에서 가옥 56채 피해, 선박 6척 피해 기록이 남아 있다. 러시아에서는 프리모르스키 변경주 해안인 루드나야프리스탄와 카멘카에서 각각 최대 3.5 m, 5 m의 쓰나미를 관측했다.

## 피해 기록
당시 태평양 전쟁이라는 전시 체제 하에서 인구가 적은 지역에서 발생한 지진이었기 때문에 1944년 쇼와 도난카이 지진처럼 남아있는 피해 기록이 적지만 사망자 10명, 주택 붕괴 26채, 반파 7채라는 기록이 남아 있다. 지진의 흔들림으로 인한 피해는 경미했다고 기록되어 있다. 홋카이도 서부 전역과 러시아 일부 지역에서 흔들림이 관측되었다. 또한 일본 아오모리현 전역과 이와테현 미즈사와시, 이바라키현 쓰쿠바시에서도 경미한 진동이 기록되었다.
쓰나미가 홋카이도, 러시아 프리모르스키 변경주, 사할린섬을 훑고 지나면서 수천 척의 어선과 나무를 휩쓸고 갔다. 샤코탄반도에 있는 데시오강 하구에서 발생한 익사자 10명이 발생했다. 또한 주택 20채가 파괴되었으며 배 644척이 떠내려가고 612척이 파손되는 피해가 기록되었다. 또한 24명이 부상을 입었다. 시리베시 종합진흥국에서는 어선 1척이 침몰하고 20척이 손실되었다. 소야 종합진흥국에서는 선박 550척이 손실되었고 189척이 파괴되었다. 루모이시에서는 건물 14채가 붕괴되었고 43채가 부분 파괴되었다. 화재로 건물 26채가 소실되었고 나머지는 쓰나미로 파괴되었다. 또한 침몰한 모터선을 포함해 총 어선 721척이 피해를 입었다. 마을의 총 피해액은 26만 엔으로 추산되었다. 또한 쓰나미로 사도섬과 한반도에서도 약간의 피해가 발생했다.
러시아 카멘카에서는 8월 2일 오전 1시(현지시각) 경 쓰나미가 덮쳐 고속어뢰정 3척이 휩쓸려 오프리치닌카강과 프리아마이아파트강 사이 이탄지대 내륙까지 들어가 버려졌다. 프리아마이아파트강 인근의 자레치나이아와 나베레스나이아 거리는 대부분 물에 잠겼다. 한 생선 공장은 1층이 침수되었다. 소련 지역의 사상자는 없었다.

## 지진재해 전승비
데시오정에서는 비석으로 된 "추모비"가 있으며, 2019년 일본 국토지리원 웹 지도에 자연재해 전승비로 기록되어 있다.

## 같이 보기
- 일본의 지진 목록
- 동해 동연 변동대
- 대한민국의 지진해일

## 참고 문헌
- 中村一明 (1984년 1월). “日本海東縁新生海溝の可能性”. 《東京大学地震研究所彙報》 (東京大学地震研究所) 58 (3): 711–722頁. ISSN 0040-8972.
- 一條和宏・村井芳夫（北大理）・高波鐵夫（カーネギー研）・三浦 亮（日本海洋事業）・町田裕弥（東大地震研）・西村裕一・中村有吾（北大理）海底地震観測によって得られた1940年積丹半島沖地震震源域付近における地震活動 (PDF)  東京大学地震火山情報センター
- 羽鳥徳太郎、1940年8月北海道積丹沖津波の波源とその考察 東京大学地震研究所彙報. 第47冊第6号, 1969.12.20, pp.1063-1072